# Domingos Cardoso Coutinho
Domingos Cardoso Coutinho (Lamego, ? — 1683), foi um sertanista português, filho de Simão Vaz e Maria Dias. Casou-se em São Paulo com Ana de Alvarenga, cuja família é descrita por Silva Leme no volume V, p. 373 de sua Genealogia Paulistana. Integrou a famosa bandeira de 1674 de Fernão Dias ao sertão em busca das esmeraldas, e escreveu um poema sobre a vida e as ações do bandeirante. Morreu sem geração em 1683.